# Åskilje
Åskilje is een plaats in de gemeente Storuman in het landschap Lapland en de provincie Västerbottens län in Zweden. De plaats heeft 70 inwoners (2005) en een oppervlakte van 21 hectare. De plaats ligt aan een verbreed deel van de rivier de Umeälven en door de plaats lopen een spoorweg en de Europese weg 12, ondanks dat er een spoorweg door de plaats loopt is er geen treinstation. De omgeving van Åskilje bestaat voornamelijk uit naaldbos.